# أولاد الصغير
أولاد الصغير هي قرية في إقليم سطات ضمن جهة الشاوية ورديغة بالغرب المغربي. كان مجموع عدد سكان الجماعة القروية أولاد الصغير 6.774 نسمة.(تعداد السكان الرسمي 2004)